# عزالدین بن اثیر
عزالدین ابوالحسن، علی بن محمد جزری شیبانی شهرت‌یافته به عزالدین بن اثیر (۱۱۸۶م – ۱۲۳۳م) محدث و تاریخ‌نگار و زندگی‌نامه‌نویس اهل جزیره (منطقه‌ای بین کردستان ترکیه و سوریه امروز) بود. او به زبان عربی می‌نوشت و از خاندان ابن اثیر بود. او در سن بیست‌ویک‌سالگی همراه با پدرش در موصل ساکن شد تا به تحصیل ادامه دهد و در آنجا خود را وقف مطالعه تاریخ و سنت اسلامی کرد.
الکامل فی التاریخ و أسد الغابة فی معرفة الصحابه مشهورترین آثار اوست.

## زندگی‌نامه
ابن اثیر از تبار شیبانی و متعلق به قبیله بزرگ و پرنفوذ عرب بکر بن وائل بود که در سراسر میان‌رودان علیا ساکن بودند و نام خود را به شهر دیاربکر دادند. همچنین از او به‌عنوان فردی با تبار کُرد یاد شده است.
او برادر مجددالدین و ضیاءالدین ابن اثیر بود. ابن اثیر زندگی علمی خود را در موصل گذراند، به‌طور مکرر از بغداد بازدید کرد و مدتی همراه با سپاه صلاح‌الدین ایوبی در سوریه سفر کرد. بعدها در حلب و دمشق اقامت گزید. مهم‌ترین اثر او، تاریخ جهان با عنوان الکامل فی التاریخ (الکامل فی التاریخ) است.
ابن الاثیر به دلیل ارتباط نزدیکش با حاکمان موصل، سفرهای متعددش در پی علم، انجام برخی ماموریتهای رسمی سیاسی توسط حاکم موصل و همراهی با او، مطالب تاریخی در دسترس داشت که در آثارش استفاده می‌کرد. آثار او را پس از طبری برجسته‌ترین تواریخ می‌دانند.

## آثار

### الکامل فی التاریخ
تاریخ کلی در ۱۲ جلد است، از پیدایش و آغاز زمان تا عصر آن که در پایان سال ۶۲۸ هجری قمری به پایان رسیده است، یعنی به تاریخ جهان باستان تا ظهور اسلام می‌پردازد و تاریخ جهان اسلام از پیدایش اسلام تا عصر آن حضرت در ثبت وقایع هر سال به‌طور جداگانه پایبند بوده و بین اخبار مشرق زمین تعادل برقرار کرده است، غرب و هر آنچه در این میان در طول هفت و ربع قرن گذشته است که بیش از هر تاریخ عمومی دیگری به کتاب او خصلت تاریخ عمومی بخشید و در عین حال از رویدادهای محلی غافل نشد. در هر منطقه اخباری از پدیده‌های آب و هوایی و زمینی مانند گرانی، قیمت پایین، خشکسالی، بیماری همه گیر و زلزله وجود دارد.
ابن الاثیر در کتاب خود نه تنها ناقل اخبار یا ثبت وقایع بود، بلکه تحلیلگر عالی و منتقدی بصیر بود. او مشتاق توضیح برخی از پدیده‌های تاریخی و نقد نویسندگان منابع خود بود و بسیاری از داستان‌های آنها را مورد بحث و بررسی قرار می‌داد و شما در او نقدهای سیاسی، نظامی، اخلاقی و عملی را خواهید دید که به‌طور نامحسوس در لابه لای کتاب آمده است. شخصیت تاریخی خود را در نوشته‌های خود در همه زمان‌ها کاملاً روشن می‌کند.
اهمیت کتاب به این دلیل است که در سال ۳۰۲ هجری قمری، بیش از سه قرن را در بر می‌گیرد و این کتاب شامل اخبار جنگ‌های صلیبی در مجموعه ای مستمر از زمان ورود آنها به سال ۴۹۱ هجری قمری تا سال ۶۲۸ هجری قمری و همچنین شامل اخبار حمله تاتارها به شرق اسلامی از آغاز آن است. در سال ۶۱۶ ق. ابن الاثیر تاریخ خود را با نثری غیرمعمول و پرهیز از تزیینات کلامی و الفاظ غریب و اهتمام به ارائه مطالب خبری به صورت واضح و مختصر نوشته است. کتابی است که ابن الاثیر تمام وقایع آن دوره را در آن جمع‌آوری کرده است.

### اسدالغابه فی معرفه الصحابه
موضوع این کتاب ترجمه اصحاب رسول است که مشعل دعوت را بر دوش گرفتند و کشورها را سیاحت کردند و قبل از اینکه با شمشیر بر آن‌ها غلبه کنند، کشورها و ممالک را با رفتار خود فتح کردند. در این کتاب به آثار فراوانی اشاره کرده که چهار مورد از آن‌ها پایه‌های اصلی او بوده است که عبارتند از: علم الاصحاب ابونعیم، الاستعاب فی معرفت الاصحاب ابن عبدالبر. علم الاصحاب ابن منده و الثیل عن علم الاصحاب ابن منده.
این کتاب شامل قول تقریباً ۷۵۵۴ نفر از همراهان زن و مرد بود که اولین مورد مقدمه ای برای تعریف مفهوم همراه است. تا خواننده از وضعیت خود آگاه شود. وی در ذکر اصحاب خود به ترتیب حروف الفبا پایبند بود و قول افراد را با ذکر منابعی که به آنها استناد می‌کرد آغاز کرد و سپس به ذکر نام و نسب و هجرت خود در صورتی که از مهاجران بود و صحنه‌هایی که از او بود. با رسول خدا شهادت داد، اگر وجود داشت، تاریخ و مکان وفاتش را اگر معلوم بود، ذکر کرده است.